# Padel ai III Giochi europei
Gli incontri di padel ai III Giochi europei si sono disputati dal 21 al 25 giugno 2023 presso la Krakow main square di Cracovia.

## Podi
| Specialità       | Oro                                    | Argento                                 | Bronzo                                       |
| Doppio maschile  | Spagna David Gala Daniel Santigosa     | Spagna Alonso Rodriguez Pablo Garcia    | Portogallo Afonso Fazendeiro Miguel Oliveira |
| Doppio femminile | Italia Carolina Orsi Giorgia Marchetti | Spagna Marta Barrera Marta Caparros     | Italia Chiara Pappacena Giulia Sussarello    |
| Doppio misto     | Spagna Noa Canovas Daniel Santigosa    | Italia Giulia Sussarello Marco Cassetta | Spagna Araceli Martinez David Gala           |

## Medagliere
| Pos.   | Paese      | Oro | Argento | Bronzo | Totale |
| ------ | ---------- | --- | ------- | ------ | ------ |
| 1      | Spagna     | 2   | 2       | 1      | 5      |
| 2      | Italia     | 1   | 1       | 1      | 3      |
| 3      | Portogallo | 0   | 0       | 1      | 1      |
| Totale | Totale     | 3   | 3       | 3      | 9      |